# Příchvoj

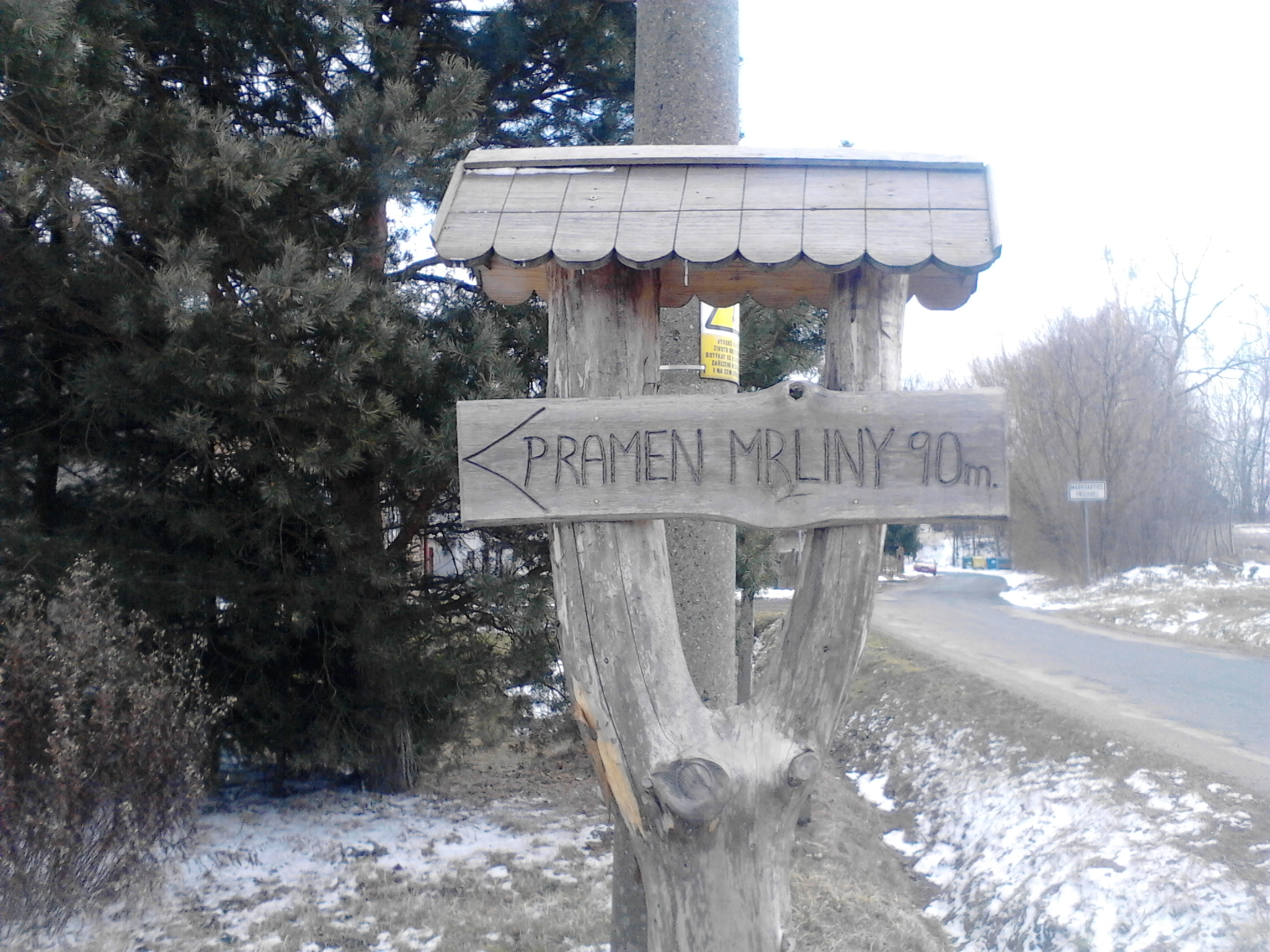
Pramen říčky Mrliny v Příchvoji

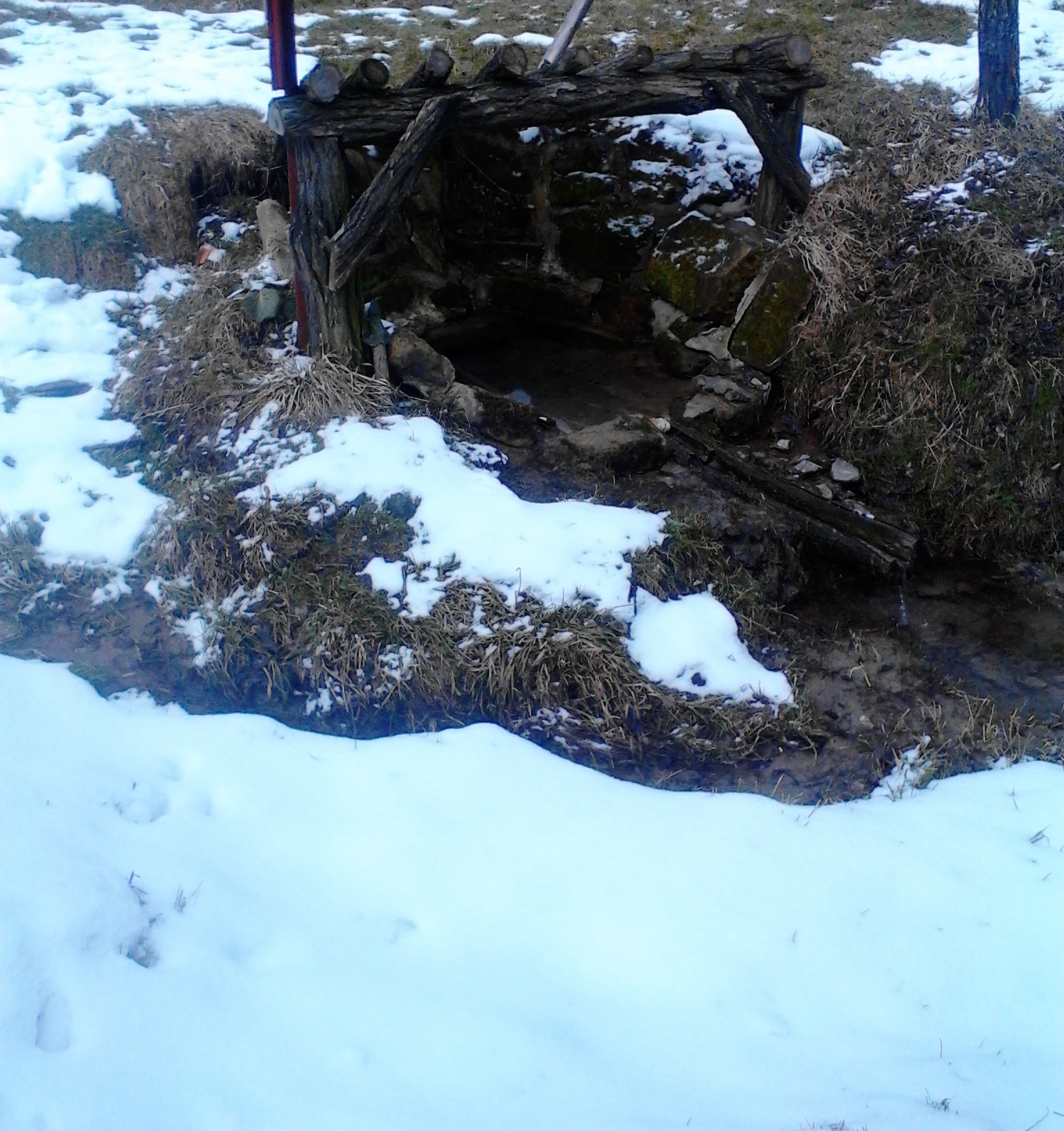
Pramen říčky Mrliny v Příchvoji

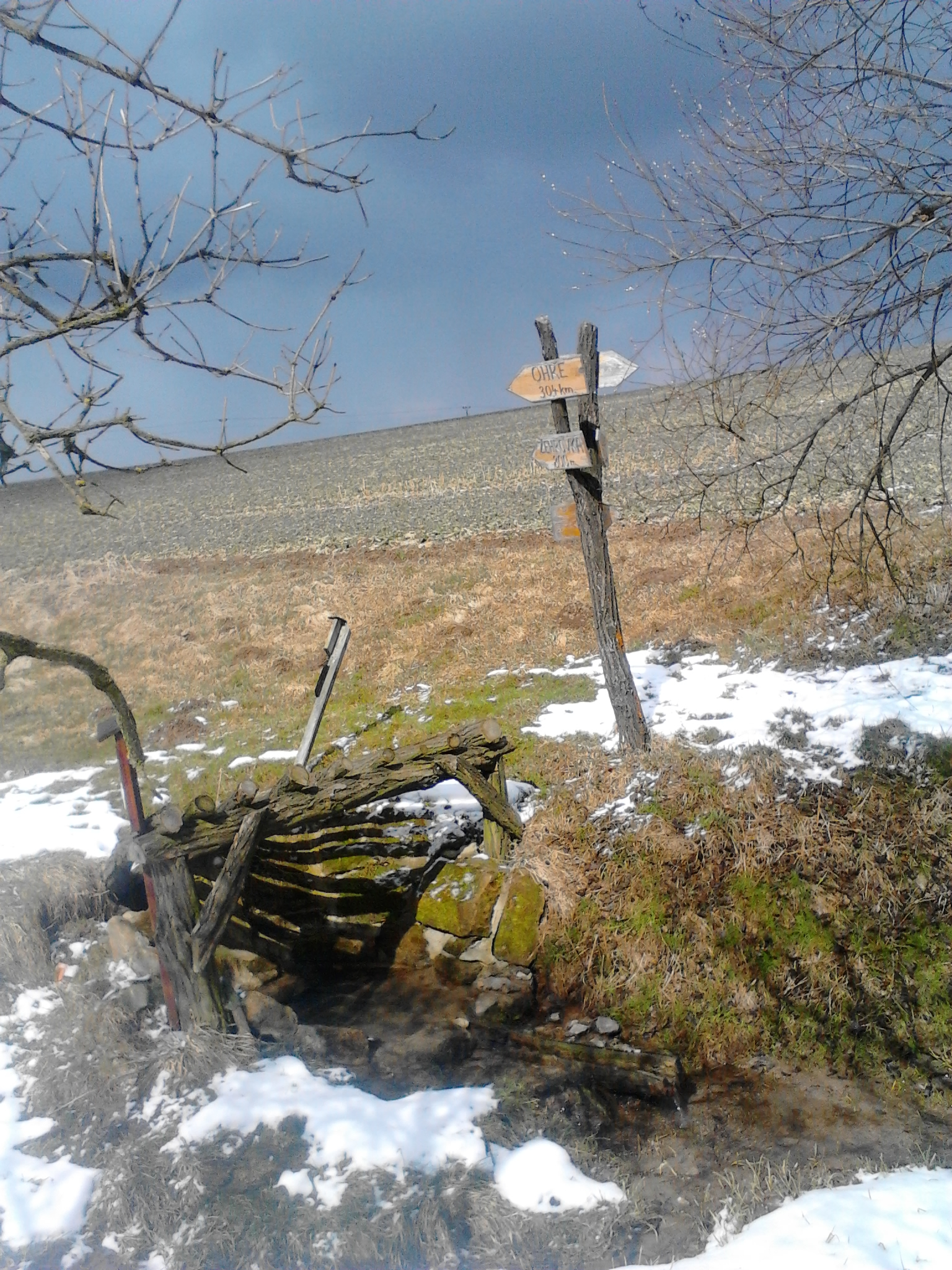
Pramen říčky Mrliny v Příchvoji

Příchvoj je částí obce Markvartice, ležící asi 9 kilometrů na západně od města Jičína.
Za vsí se nachází pramen říčky Mrliny. Jihozápadně od Příchvoje se zvedá návrší Čakan (398 m)

## Historie a vývoj obce

### Původ názvu obce
Příchvoj - přichvoji - při chvoji - u lesa.

### Založení obce
Osada byla pravděpodobně založena ve 13. století plošnou kolonizací u pramene říčky Mrliny v době, kdy byly založeny i Markvartice Markvartem z Března. V okolí se všude nacházely lesy, které byly postupem času vykáceny a jejichž dřevo bylo následně použito pro vystavění příbytků. Nejstarší důkazy lidské kultury byly v podobě kamenných mlat a dlát nalezeny jižně od osady Příchvoj "Na Vrchách".
Příslušnost Příchvoje k Markvarticům je dosvědčena zápisy až od 18. století, avšak podle archeologických nálezů lze usoudit, že osada byla založena mnohem dříve. Prvotní obyvatelé pravděpodobně pochází od jihovýchodu z míst staré slovanské osady Nadslavi, která se rozkládá podél potoka Leština. Vývoj obce lze sledovat až od počátku 18. století.

### Rychta
Právě na počátku 18. století vznikla v Příchvoji samostatná rychta a náleželi k ní osady Zajakury, Leština, Netolice a Lavice. Podle první obecní knihy byla samostatná rychta v Příchvoji již v roce 1666, ale toto tvrzení není dostatečně podloženo historickými fakty, neboť dřívější knihy jsou pouze přepisem starších událostí a mohly být formálně upraveny. Správu nad poddanými držely selské soudy, které disponovaly právem konšelským a rychtářským. Rychta, v jejímž čele stál vrchní rychtář, tehdy obsahovala 6-10 vesnic. Rychtář byl pravděpodobně navrhován obcí samotnou.
Kronika obce Příchvoj uvádí, že prvním zvoleným rychtářem se stal právě Wít Wosswrd a to roku 1569. Jeho povinností mezi jinými bylo urovnávat urážky, ublížení, dluhy a škody a v neposlední řadě dohlížet při robotě. Zpočátku se příchvojský rychtář zodpovídal rychtě Markvartské. Pozdější zápisy uvádějí, že prvním příchvojským vrchním rychtářem byl od roku 1783 V. Procházka. Posledním rychtářem byl Matěj Pabišta zvolen roku 1849.

### Katastrální obce
Starobylé právo rychtářské zaniká s vyhlášením oktrojované konstituce, která Čechy rozdělila na 7 c. k. krajů, kdy každý kraj byl rozdělen na c. k. podkraje rozvržené na c. k. soudní okresy. Základní jednotkou se stává katastrální obec. Součástí katastrální obce Příchvojské se stává Příchvoj a osada Netolice, které spadají do soudního okresu Soboteckého a do kraje Jičínského, později Mladoboleslavského.
Pro záležitosti politické a obecní byl v každé katastrální obci volen obecní výbor, který ze svých řad vybral jednoho představeného, starostu a dva konšely, neboli radní. Obyvatelé byli rozděleni do tří sborů, k nimž byli přiřazeni na základě velikosti kontribučního platu:
- sedláci
- chalupníci
- baráčníci

Z každého sboru byli zvoleni 3 zástupci s nejvyšším počtem hlasů. Volební období trvalo po tři roky. V obecním řízení byla za nejdůležitější orgán považována valná hromada, též zvaná jako obecní pořádnost. Prvním starostou obce se stal Josef Pabišta.

### Náboženství
Obyvatelé obce Příchvoj byli značně duchovně založení. Roku 1769 zde byla vysvěcena nová nynější kaple. Zdejší obyvatelé vyznávali víru katolickou, avšak je doloženo, že roku 1819 zde žila jedna rodina vyznání židovského.

### Škola
V počátcích musely děti navštěvovat školu v nedalekých Markvarticích. Postupem času bylo v Příchvoji zřízeno zimní vyučování a žáci do Markvartic docházeli pouze v létě. V zimních měsících se učilo v najatých světnicích a v pastoušce č. p. 6 na návsi u rybníka. Roku 1870 se od Markvartic odtrhly některé přilehlé obce a bylo rozhodnuto, že v Příchvoji se vystaví nová škola. O tohoto roku probíhala výuka v kapličce na návsi. Vzhledem k nevhodnosti prostor pro výuku se v roce 1885 začalo s přípravnými pracemi a byl zakoupen pozemek na zahradě č. p. 1. Stavbu provedl pan Klimeš, stavitel ze Sobotky, a dne 1. srpna 1886 byla škola slavnostně vysvěcena.
Ke škole byl později přikoupen pozemek sloužící jako hřiště. Učitelé bývali zpravidla zároveň kronikáři a starali se o kulturu v obci. Jejich manželky vyučovaly na škole ženským ručním pracím. Průměrný počet dětí byl 80, později 57. V roce 1920 byla ve škole založena knihovna, která koncem roku 1922 obsahovala 67 svazků. V dnešní době se v Příchvoji knihovna nenachází. V roce 1965 škola zanikla pro nedostatek dětí, budova byla odkoupena a upravena k bydlení.

### Hasičský sbor
Vzhledem k tomu, že se v obci nacházely dřevěné stavby s doškovými střechami, byl dne 7. června 1892 založen dobrovolný sbor hasičů v Příchvoji. Prvním předsedou a velitelem byl zvolen František Kalva. Sbor čítal 25 činných členů. Stříkačka byla původně umístěna u velitele hasičů, až později v roce 1894 byla vystavěna hasičská strážnice. 1. července 1934 se zde konal hasičský sjezd, v jehož rámci byla zařazena ukázka leteckého útoku na obec a ochrana proti nepřátelskému letectvu. Této sešlosti se účastnilo 900 hasičů a právě při této příležitosti do obce zavítal poslanec Dubický a plukovník Eliáš, zástupce ministra národní obrany Bradáče.
Od poloviny 20. století se sbor účastní hasičských soutěží a roku 1969 zde byl založen dětský požární oddíl.

### První světová válka
V příchvojské kronice se píše o osudech mnoha mužů, kteří byli z osady Příchvoj odvedeni do války. Děti školou povinné konaly sbírky na válečnou pomoc a stejně jako jinde docházelo k rekvizici obilí, dobytka, sena, slámy, másla, vajec atd. pro potřeby armády.
V roce 1938 na podnět a náklady divadelního polku "Havlíček" byl zbudován pomník padlým hrdinům za první světové války, který je umístěn na původním školním pozemku. Odhalen byl až roku 1939 v den narození dr. Edvarda Beneše.

### Rozvodná síť
Stavba rozvodné sítě byla stanovena smlouvou podepsanou 28. prosince 1928 a byla dohotovena v květnu roku 1929. Pro její stavbu bylo ustanoveno družstvo pro Příchvoj a Netolici. Celkové náklady činily 93 000 korun bez domovních přípojek.

### Epidemie záškrtu
Roku 1937 došlo ve vsi k propuknutí záškrtu. Rodiče byli vyzváni k očkování svých potomků, přičemž obyvatelé výstrahy nedbali a došlo k mnoha obětem na životech.

### Druhá světová válka
V tomto období dochází k utlumení kulturní činnosti, byly zde vydávány potravinové a tabákové lístky a obyvatelé Příchvoje žili v neustálém strachu, neboť zde probíhaly kontroly německými vojáky. Do některých domů chodili na stravu vojáci sovětští, kteří se jinak ukrývali v lesích nacházejících se u Nadslavi. 5. května 1945 byl zdejšími občany zničen most v Samšině kvůli znemožnění přístupu Němcům na Prahu.

### Období po druhé světové válce
V roce 1945 došlo k založení místní organizace komunistické strany. Následujícího roku proběhly přípravy voleb, na něž kandidovaly mimo jiné i tyto strany:
- KSČ
- Sociální demokracie
- Strana lidová
- Národní socialistická strana

Ve volbách zvítězila strana lidová, avšak hned za ní se umístila strana KSČ. Následně roku 1948 byla zahájena příprava na výstavbu telefonu, která byla umístěna v místním hostinci. Za úspěšné plnění zemědělských úkolů a vysoké překročení dodávek roku 1951 obec vyznamenána budovatelským štítem. K tomu byl Příchvoji darován rozhlasový přijímač. V Příchvoji došlo k vytvoření jednotného zemědělského družstva roku 1952, což vedlo k postupné likvidaci soukromých statkářů. Zároveň proběhlo zřízení autobusové linky, jejíž trasa vedla přes Jičín, Příchvoj, Markvartice a Libáň. V neposlední řadě započala i výstavba nového kulturního domu a hasičské zbrojnice. V roce 1956 se zdejší jednotné zemědělské družstvo přetransformovalo na JZD 3. typu. 22. září 1959 došlo k založení pobočky Československého červeného kříže. První zmínky v kronice o Českém svazu žen pochází z roku 1970, k zániku svahu dochází roku 1990. Svaz se dobrovolně podílel na kulturních akcích a zvelebování obce a jejího okolí. Roku 1970 vznikla i místní kapela "Příchvojanka" účastnící se kulturních akcí v Příchvoji a jejím širokém okolí, například hasičské a myslivecké plesy. Kapela hraje dodnes a mezi její repertoár patří polky, valčíky, tanga i moderní hudba.
V roce 1990 proběhly volby do Federálního shromáždění, jehož kandidátka obsahovala 13 politických stran. Na prvním místě se umístilo občanské fórum, na druhém místě komunistická strana a na třetím místě spojenectví zemědělců a venkova.

## Vývoj počtu obyvatel
| Rok  | Počet domů                              | Počet obyvatel |
| ---- | --------------------------------------- | -------------- |
| 1648 | 28 osídlených                           |                |
| 1787 | 38                                      | 205            |
| 1819 | 44                                      | 205            |
| 1828 | 44                                      | 294            |
| 1832 | 44                                      | 244            |
| 1833 | 44                                      | 297            |
| 1834 | 44                                      | 267            |
| 1835 | 43                                      | 279            |
| 1836 | 43                                      | 301            |
| 1837 | 44                                      | 302            |
| 1838 | 44                                      | 290            |
| 1880 | 50                                      | 294            |
| 1890 | 50                                      | 265            |
| 1900 | 53                                      | 243            |
| 1910 | 53                                      | 253            |
| 1920 | 53                                      | 249            |
| 2011 | 55 (18 domů určených k trvalému pobytu) | 52             |

## Kulturní činnosti v obci
V Příchvoji od září roku 1933 působil hudební kroužek při divadelním spolku "Havlíček". Pravidelně hráli divadlo a účastnili se vystoupení v rámci oslav např. 28. října nebo 7. března. K omezení činnosti spolku dochází během druhé světové války. To se nezměnilo ani po konci války pro neustálý nedostatek herců, protože mladí občané se odstěhovali do pohraničních oblastí. Ale i přesto nadále fungovalo.
V dnešní době v Příchvoji není žádný divadelní spolek, ale každým rokem se zde koná dětský den a večer zábava pro dospělé, většinou v době letních prázdnin.
Půvaby zdejší vísky neunikly ani českým filmařům, kteří zde v roce 1972 natáčeli několik snímků pro televizní zpracování opery Káťa Kabanová. Objektem natáčení se stal dům s č. p. 32, který byl pro účely natáčení upraven.

## Architektura
V obci se do dnešních dnů dochovalo několik staveb, mezi nimiž je právě dům č. p. 32. Dřevěné stavby se bílily vápnem. Tyto nátěry plnily účel estetický a dezinfekční.

## Hřbitov
Za obcí směrem na Samšinu se nachází hřbitov. Na tomto místě se začalo pohřbívat od roku 1911. Do té doby byly občané Příchvoje pohřbíváni na hřbitově v Markvarticích.

## Pamětihodnosti
V obci se nachází několik zajímavých historicko-kulturních památek:
- barokní kaple sv. Petra a Pavla
- pomník padlým 1. světové války
- Sousoší Kalvárie, při cestě k Markvarticům
- Socha Panny Marie a Kamenný kříž

### Kaple sv. Petra a Pavla
Původně v Příchvoji stála dřevěná kaple, na místě, kde dnes stojí dům č. p. 50. Nová kaple byla stavěna na přelomu období baroka a rokoka podle návrhu českého architekta a stavitele původem z Itálie Luralga Ansalma Martine (1701 - 1765). K prvnímu vysvěcení této kaple došlo roku 1769. Konaly se zde výročně třikrát služby boží. Bohoslužby se sloužily ve svátek svatých apoštolů Petra a Pavla se zpívanou mší svatou, v pamětní den kaple posvěcení se zpívanou mší. Tento den připadá na druhou neděli po Markvartském posvícení na den sv. Jiljí. A do třetice se mše konala v pondělí. Byla to zpívaná oběť za v Pánu zesnulé Příchvojské obyvatele.
Kaple byla několikrát rekonstruována a opravována. Roku 1893 byl dán do kaple nový oltářní kámen s ostatky mučedníků sv. Bona a Pice. Teprve roku 1914 bylo zakoupeno harmonium. V současné době se v kapli bohoslužby nekonají, ale pravidelně každou neděli se zvoní poledne.

### Socha Panny Marie a Kamenný kříž
Obě sochy jsou vytesány z pískovce a vystaveny byly v roce 1807. Socha Panny Marie se nachází před kaplí apoštolů Petra a Pavla a Kamenný kříž je při západní straně osady při silnici.

## Blízké okolí

### Čakan
Čakan je nejvyšším bodem regionu se svou výškou 396 m n. m. Z tohoto místa je výhled do okolí. Za dobrého počasí jsou vidět Trosky, Jizerské hory a Krkonoše. Směrem k sousední vesnici Rakov se při silnici nachází lípa srdčitá, která byla zasazena pro připomenutí zrušení nevolnictví v roce 1875.

### Říčka Mrlina
V nadmořské výšce 378 metrů pod vrchem Čakan se nalézá pramen řeky Mrliny, která byla dříve také nazývána Trnava, Leština či Mrdlina. Řeka na svém 51,6 km dlouhém toku protéká řadou obcí a v Nymburce se jako pravý přítok vlévá do Labe. Na jejím toku se nalézá i několik rybníků, které jsou chráněny jako přírodní památky. Její pramen byl obnoven péčí místních obyvatel na návrh výtvarníka Petra Hebera v roce 2011.

## Zajímavá místa v okolí
- Humprecht a Sobotecko
- Kost
- Údolí Plakánek
- Staré Hrady
- Dětenice
- Jičín
- Prachovské skály
- Hrubá Skála
- Valečov
- Zebín
- Trosky